# Quentin Béthune
Pour les articles homonymes, voir Bethune.
Pas d'image ? Cliquez ici

a Compétitions nationales et continentales officielles uniquement.

b Matchs officiels uniquement.
Dernière mise à jour le 17 mars 2024.
Quentin Béthune , né le 25 septembre 1995 à Reims (Marne), est un joueur français de rugby à XV qui joue au poste de pilier gauche à l'Aviron bayonnais depuis 2022.
Formé au SU Agen où il fait ses débuts professionnels, il quitte ce club en 2019 pour le Stade français. En 2022, il rejoint l'Aviron bayonnais, après trois saisons à Paris.

## Biographie
Né à Reims, Quentin Béthune déménage à Agen à l'âge de dix ans. Il pratique d'abord le judo et la natation avant de se tourner vers le rugby à XV, du fait de sa popularité dans la ville. Il est ainsi formé au SU Agen, où il fait ses premières classes en professionnel, et devient par la suite le capitaine de l'équipe lot-et-garonnaise.
En 2014, à 19 ans, il prolonge son contrat de deux ans avec le SUA.  À la fin de la saison 2014-2015, il remporte le barrage d'accession au Top 14 en battant le Stade montois sur le score de 16 à 15, permettant à son club de retrouver la première division à partir de la saison suivante,.
Dans le Sud-Ouest, il fait ses gammes et atteint rapidement un niveau qui lui permet de devenir international français des moins de 20 ans en 2015. Avec les tricolores, il finit deuxième du Tournoi des Six Nations des moins de 20 ans et participe au Championnat du monde junior,.
En 2016, Quentin Béthune prolonge de trois ans son contrat. Après être redescendu en deuxième division, il remonte en première division à l'issue de la saison 2016-2017, en s'imposant 41 à 20 face à l'US Montauban en barrages. 
En fin d'année 2018, il est appelé avec les Barbarians français pour un match contre les Tonga. Pour cette rencontre il est titularisé en première ligne aux côtés d'Adrien Pélissié et Antoine Guillamon.
Sa carrière est néanmoins freinée par une sérieuse blessure aux cervicales lors de la saison 2018-2019, ce qui ne l’empêche pourtant pas de signer au Stade français et de s'y imposer comme titulaire lors de la saison suivante,.
En novembre 2021, il est invité dans l'équipe des Barbarians français pour affronter les Tonga au Matmut Stadium Gerland de Lyon. Les Baa-Baas s'impose 42 à 17 grâce à six essais inscrits.
Il rejoint l'Aviron bayonnais à partir de la saison 2022-2023, où il signe un contrat de trois ans,. Cependant, dès le mois d'octobre, il est victime d'une hernie cervicale qui l'éloigne des terrains pendant six mois. Il manque ainsi une grande partie de la saison, avant de revenir pour les dernières journées de championnat.

## Palmarès
Néant